# Коналл II
Коналл II Крандомна (Коналл мак Эхдах; гэльск. Conall Crandomna; умер в 660) — король гэльского королевства Дал Риада, правил с 650 по 660 год.

## Биография
Коналл II был сыном Эохайда I Желтого из клана Кенел Габран. В период с 650 по 654 год он был соправителем своего двоюродного брата Дунхада I. В 654 году Коннал стал единоличным королём Дал Риады. В 660 году он умер и ему наследовал его племянник Домангарт II.
Сыновьями Коналла II были Маэлдуйн и Домналл II, впоследствии также занимавшие престол Дал Риады.